# Sciasciamanna
Sciasciamanna (in amarico ሻሸመኔ, Šašämäne; in oromo: Shashamannee) è una città dell'Etiopia, situata 240 km a sud di Addis Abeba, nella Regione di Oromia. È attraversata dalla Strada Trans-Africana Il Cairo-Città del Capo (TAH 4). Nelle sue vicinanze si trovano alcuni importanti parchi naturali, tra cui la riserva naturale di Wondo Genet e il Senkele Wildlife Sanctuary.

## Storia
Nell'aprile 1941 qui si concentrarono le truppe italiane provenienti dallo Harar, dalla Somalia e dallo Scioa, incalzate dalle forze britanniche di terra e di cielo, nonché dai ribelli etiopi detti arbegnoch, via via sostenuti dalla popolazione. La difesa italiana fu assegnata alla colonna comandata dal colonnello Tito Agosti e il principale combattimento si svolse sui due torrenti del grande e piccolo Dadaba il 13 maggio. Dopo due giorni di intensi tiri d'artiglieria tra gli schieramenti avversari, i fucilieri sudafricani bianchi (Natal Mounted Rifles e King's African Rifles rinforzati da artiglierie sudafricane e indiane, reparti di mortaristi, anticarro, carri armati, autoblindo, apparecchi Hurricanes e ribelli arussi) travolsero le due linee di difesa italiane rappresentate principalmente dal XII battaglione coloniale somalo (comandato dal maggiore Gioacchino Nadalini), rinforzato da Camicie nere, e dal 121º gruppo artiglieria della Somalia (comandato dal tenente colonnello Nicolò Bonessa, proposto alla Medaglia d'Oro al Valor Militare) a sua volta rinforzato da reparti di fanteria e di mitraglieri, ulteriori reparti di artiglieria, una batteria contraerea, lo squadrone di carri L3 dei Cavalieri di Neghelli. Entrambi i comandanti italiani morirono sul campo di battaglia insieme ai loro uomini. Il combattimento fu definito dai militari sudafricani il più feroce da loro sostenuto in tutta la campagna dell'Africa Orientale. Agosti ebbe modo di far arretrare il resto della sua truppa malgrado gli attacchi di migliaia di ribelli etiopi.
Nel 1948 l'imperatore etiope Hailé Selassié donò 500 acri di terreno nei pressi della città alla Ethiopian World Federation, un'organizzazione non governativa che si occupava di permettere agli afro-americani di tornare a vivere nelle loro terre ancestrali dell'Africa. Da allora alcuni seguaci della religione rastafariana, provenienti soprattutto dalla Giamaica, iniziarono a stabilirsi a Sciasciamanna e oggi ammontano a circa 200 individui.